# Festival des 3 Continents 1991
Le Festival des 3 Continents 1991, 13e édition du festival, s'est déroulé du 26 novembre au 3 décembre 1991.

## Déroulement et faits marquants
Outre la compétition, la 13e édition du festival propose des hommages à  Lino Brocka, Satyajit Ray, Hsu Feng et Seijun Suzuki, et des panorama du cinéma des Andes et du cinéma malien.

## Jury
- Riccardo Freda : réalisateur italien
- Xavier Beauvois : réalisateur français
- Axel Corti : réalisateur autrichien
- Catherine Jacob : actrice française
- Fabienne Lucas : photographe française
- Inês de Medeiros : actrice portugaise

## Sélection

### En compétition
| Titre                       | Réalisation            | Pays        |
| --------------------------- | ---------------------- | ----------- |
| Bratan, le frère            | Bakhtiar Khudojnazarov | Tadjikistan |
| Cinq filles et une corde    | Yeh Hung-wei           | Taïwan      |
| Heaven's Will               | Choymbolis Zhumdaan    | Mongolie    |
| Le Berger et les femmes     | Ali Badrakhan          | Égypte      |
| Maman                       | Zhang Yuan             | Chine       |
| Nos années sauvages         | Wong Kar-wai           | Hong Kong   |
| Nowhere Man                 | Naoto Takenaka         | Japon       |
| La Plage des enfants perdus | Jillali Ferhati        | Maroc       |
| A Brighter Summer Day       | Edward Yang            | Taïwan      |
| Vembanad                    | Kaviyoor Sivaprasad    | Inde        |

### Autres programmations
- Hommages à  Lino Brocka, Satyajit Ray, Hsu Feng et Seijun Suzuki
- 40ème anniversaire de la revue Cahiers du cinéma
- Panorama du cinéma des Andes
- Panorama du cinéma malien

## Palmarès
- Montgolfière d'or : Cinq filles et une corde de Yeh Hung-wei
- Prix spécial du jury : Maman de Zhang Yuan, et Nowhere Man de Naoto Takenaka
- Prix d'interprétation féminine : Carina Lau dans Nos années sauvages
- Prix de la mise en scène : A Brighter Summer Day de Edward Yang
- Mention spéciale : Bratan, le frère de Bakhtiar Khudojnazarov
- Prix du public : Bratan, le frère de Bakhtiar Khudojnazarov[1]